# Maratona aquática no Campeonato Mundial de Esportes Aquáticos de 2022 - 10 km feminino
Os 10 km da maratona aquática feminina é um dos eventos do Campeonato Mundial de Esportes Aquáticos de 2022 que foi realizado no dia 29 de junho de 2022, em Budapeste, na Hungria. 

## Calendário
Horário local (UTC+2).
| Fase  | Data        | Hora  |
| ----- | ----------- | ----- |
| Final | 29 de junho | 08:00 |

## Medalhistas
| Ouro                        | Prata             | Bronze                  |
| Sharon van Rouwendaal (NED) | Leonie Beck (GER) | Ana Marcela Cunha (BRA) |

## Resultados
A prova foi realizada no dia 29 de junho às 08:00. 
| Pos.              | Nadadora               | Nacionalidade  | Tempo     |
| ----------------- | ---------------------- | -------------- | --------- |
| Medalha de ouro   | Sharon van Rouwendaal  | Países Baixos  | 2:02:29.2 |
| Medalha de prata  | Leonie Beck            | Alemanha       | 2:02:29.7 |
| Medalha de bronze | Ana Marcela Cunha      | Brasil         | 2:02:30.7 |
| 4                 | Aurélie Muller         | França         | 2:02:36.1 |
| 5                 | Katie Grimes           | Estados Unidos | 2:02:37.2 |
| 6                 | Anna Olasz             | Hungria        | 2:02:39.1 |
| 7                 | Angélica André         | Portugal       | 2:02:39.3 |
| 8                 | Lea Boy                | Alemanha       | 2:02:40.5 |
| 9                 | Moesha Johnson         | Austrália      | 2:02:42.0 |
| 10                | María de Valdés        | Espanha        | 2:02:42.8 |
| 11                | Špela Perše            | Eslovênia      | 2:02:43.4 |
| 12                | Mafalda Rosa           | Portugal       | 2:02:48.3 |
| 13                | Chelsea Gubecka        | Austrália      | 2:02:51.7 |
| 14                | Giulia Gabbrielleschi  | Itália         | 2:02:52.2 |
| 15                | Mariah Denigan         | Estados Unidos | 2:02:54.1 |
| 16                | Viviane Jungblut       | Brasil         | 2:03:04.9 |
| 17                | Vivien Balogh          | Hungria        | 2:03:07.8 |
| 18                | Rachele Bruni          | Itália         | 2:03:17.3 |
| 19                | Eva Fabian             | Israel         | 2:03:20.2 |
| 20                | Sun Jiake              | China          | 2:05:23.6 |
| 21                | Airi Ebina             | Japão          | 2:05:51.7 |
| 22                | Amica de Jager         | África do Sul  | 2:06:00.2 |
| 23                | Candela Giordanino     | Argentina      | 2:06:02.6 |
| 24                | Xin Xin                | China          | 2:06:48.0 |
| 25                | Ángela Martínez        | Espanha        | 2:06:50.9 |
| 26                | Krystyna Panchishko    | Ucrânia        | 2:06:52.8 |
| 27                | Lenka Štěrbová         | Chéquia        | 2:06:54.0 |
| 28                | Catherine van Rensburg | África do Sul  | 2:06:54.2 |
| 29                | Martha Sandoval        | México         | 2:06:54.4 |
| 30                | Nip Tsz Yin            | Hong Kong      | 2:06:58.2 |
| 31                | Caroline Jouisse       | França         | 2:07:07.0 |
| 32                | Nikita Lam             | Hong Kong      | 2:08:00.1 |
| 33                | Burcu Naz Narin        | Turquia        | 2:09:11.2 |
| 34                | Katrina Bellio         | Canadá         | 2:09:13.2 |
| 35                | Romina Imwinkelried    | Argentina      | 2:09:14.5 |
| 36                | Diana Taszhanova       | Cazaquistão    | 2:09:40.7 |
| 37                | María Bramont-Arias    | Peru           | 2:10:07.6 |
| 38                | Abby Dunford           | Canadá         | 2:10:21.2 |
| 39                | Teng Yu-wen            | Taipé Chinesa  | 2:10:24.9 |
| 40                | Yumi Tou               | Japão          | 2:10:32.2 |
| 41                | Paulina Alanis         | México         | 2:10:43.0 |
| 42                | Arianna Valloni        | San Marino     | 2:10:43.3 |
| 43                | Lee Hae-rim            | Coreia do Sul  | 2:13:08.6 |
| 44                | Ruby Heath             | Nova Zelândia  | 2:13:44.6 |
| 45                | Chantal Liew           | Singapura      | 2:14:09.0 |
| 46                | Fátima Portillo        | El Salvador    | 2:15:24.2 |
| 47                | Pimpun Choopong        | Tailândia      | 2:15:32.4 |
| 48                | Park Jung-ju           | Coreia do Sul  | 2:18:11.9 |
| 49                | Sofía Guevara          | Equador        | 2:18:18.7 |
| 50                | Jocelyn Bermeo         | Equador        | 2:18:21.6 |
| 51                | Mariia Bondarenko      | Ucrânia        | 2:18:41.7 |
| 52                | Wang Yi-chen           | Taipé Chinesa  | 2:19:46.3 |
| 53                | Samantha Yeo           | Singapura      | 2:20:02.4 |
| 54                | María Porres           | Guatemala      | 2:24:08.3 |
| 55                | Leandra Díaz           | Porto Rico     | 2:24:08.4 |
| 56                | Alondra Quiles         | Porto Rico     | 2:26:11.8 |
| 57                | Natwara Bavornsukseri  | Tailândia      | 2:27:59.5 |
| 58                | Maiza Cardozo          | Uruguai        | 2:31:14.5 |
| 59                | Ashmitha Chandra       | Índia          | OTL       |
| 59                | Diana Quirós           | Costa Rica     | DNF       |
| 59                | Xeniya Romanchuk       | Cazaquistão    | DNF       |